# Rio Sono (município)
Rio Sono é um município brasileiro do estado do Tocantins (até 1988, de Goiás), criado em 1982 com terras desmembradas de Lizarda.

## Geografia
A cidade está localizada às margens dos rios Sono e Perdida, na porção leste do Estado do Tocantins, e a uma distância de 150 km da capital Palmas. O município fica a uma altitude de 196 metros do nível do mar e sua população estimada em 2004 era de 5 686 habitantes.
Oficialmente a história de Rio Sono começa em 25 de maio de 1981, quando políticos, lideranças locais, professores, estudantes e o então Prefeito de Lizarda, Altamir Alves Bezerra e o presidente da Câmara da época, Antônio Nazário de Castro, fizeram um abaixo-assinado seguido de 243 nomes, onde se pedia a emancipação do então povoado Rio Sono. O processo se deu no ano seguinte, com a lei de nº 9.185, de 14 de maio de 1982.
Possui uma área de 6383,41 km².

## Turismo
Sua praia formada pela diminuição das margens do Rio Perdido, chamada de Flor do Jalapão, somente é instalada no mês de julho de cada ano, é o principal atrativo para os seus visitantes. Com barracas que atendem os usuários e palco montado, com shows nos finais de semana durante todo o mês e festas durante a noite em outros pontos da cidade. 
As festas mais tradicionais acontecem no Centro Comunitário, mas se tratando do período de férias, todos os anos são realizadas festas, vaquejadas e shows numa estrutura montada exclusivamente para esse período e com capacidade de atender a todos os gostos e estilos em um único local.